# Koțiurî, Liuboml
Koțiurî (în ucraineană Коцюри́) este un sat în comuna Vîșniv din raionul Liuboml, regiunea Volînia, Ucraina.

## Demografie
Componența lingvistică a localității Koțiurî
     Ucraineană (98,41%)
     Rusă (1,27%)
     Alte limbi (0,32%)
Conform recensământului din 2001, majoritatea populației localității Koțiurî era vorbitoare de ucraineană (98,41%), existând în minoritate și vorbitori de rusă (1,27%).